# Naaba Bilgo
 (septembre 2011).
Si vous disposez d'ouvrages ou d'articles de référence ou si vous connaissez des sites web de qualité traitant du thème abordé ici, merci de compléter l'article en donnant les références utiles à sa vérifiabilité et en les liant à la section « Notes et références ».
Naaba Bilgo est un roi de l'ethnie Moagha du Burkina Faso, qui a vécu dans le Centre-sud et le Sud du Burkina Faso (villes de Manga et de Pô) dans les années 1250 à 1350.

## Légende
Selon la légende, la mère de Bilgo l'a porté dans une grossesse de 9 ans. Le Chef, son épouse et leur entourage, inquiets de cette grossesse si longue, se posaient des questions sur la nature de l'enfant qui allait en naître.
C'est alors que la mère de Bilgo a informé le Chef, que chaque soir, au moment des repas, son ventre devenait plat. En effet, Naaba Bilgo quittait le ventre de sa mère en ce moment, pour aller combattre. Le ventre devenait alors plat, comme si la femme n'était pas enceinte. Et au petit matin, Bilgo revenait se loger dans le ventre de sa mère, en attendant encore le soir pour repartir à ses conquêtes ! C'était en descendant de guerrier.
Informé de ce fait, l'entourage du Chef a décidé de monter un stratagème, pour piéger cet enfant qui semblait ne pas vouloir naître.
Un soir, le Chef a réuni toute sa cour, avec les matrones et les guerriers. Il demanda à la mère de Bilgo de rester devant tout ce monde, au lieu d'aller dormir dans sa case. Au premier chant du coq, c'est-à-dire vers 2h30 du matin, le ventre de la mère commença à diminuer. Elle fit signe que Bilgo était en train de partir et l'entourage fit sembla de dormir profondément, en émettant même des ronflements bruyants. Quelques instants après, à la vue du ventre complètement plat, l'entourage fut stupéfait.
Environ deux heures plus tard, au 2e chant du coq, la mère a alerté l'assistance : elle sentait Bilgo revenir pour prendre place dans son ventre. L'entourage présent a commencé à faire grand bruit, en chantant les louanges des rois, en souhaitant la bienvenue à Bilgo, comme à un Roi qui était en voyage et qui est de retour.
C'est alors qu'un bébé est tombé sur les cuisses de la femme, Naaba Bilgo venait de naître ainsi. C'est pourquoi il n’y eut ni cordon ombilical, ni placenta à la naissance de Naaba Bilgo.

## Règne
Selon les gardiens de la tradition moagha, Naaba Bilgo est un descendant du Moro Naba Oubri, fondateur du Royaume central.
À l'âge d'accéder au trône, il a informé la cour qu'il ne voulait pas d'une royauté oisive, où le roi "dort pour gouverner", allusion à la fainéantise de certains potentats. Car Naaba Bilgo aimait les défis, les conquêtes. Guerrier dans le sang et dans l'âme, il aspirait à faire valoir sa bravoure pour se faire valoir, et marquer ainsi l'histoire de son temps par ses hauts faits !
Naaba Bilgo quitte alors la Cour royale pour le Sud du Royaume, une zone forestière, sauvage où vivent les animaux les plus féroces et où rare de personnes se sont aventurées. Arrivé à un endroit aride, plein de rochers, il descend de son cheval et s'exclame : « Mam dat n'noba ka » (Traduction littérale : « Je veux grossir ici »). Depuis, cet endroit, devenu village, porte le nom de Nobéré (70 kilomètres au sud de Ouagadougou, la capitale du Burkina Faso).
Naba Bilgo a régné sur 2 villages à la fois, car il avait le don d'ubiquité : Nobéré d'abord. Ensuite Pougho, l'actuelle ville de Pô, qui était une forêt sauvage. Bilgo l'a défrichée pour en faire un grand champ, d'où l'appellation "Pougho" ou "Bilgo Pougho" (transformée par le colonisateur en "Pô").

## Sa mort
Quand Naaba Bilgo est mort, une délégation de Pô a pris la route pour aller annoncer la nouvelle aux habitants de Nobébé. De même, une délégation a quitté Nobéré pour Pô. Quand ils se sont rencontrés, les membres des 2 délégations se sont transformés en statues de pierre. À ce sujet, les gardiens de la tradition ont créé l'expression : « Les annonceurs de la mort de Bilgo se sont rencontrés et sont devenus des pierres ».
Après l'enterrement de Naaba Bilgo, 2 éléphants ont jailli de terre pour se fondre dans la forêt. Ainsi, après sa naissance extraordinaire, Bilgo a eu une mort extraordinaire.
Aujourd'hui encore, la personne qui veut voir les traces de Naaba Bilgo, trouvera dans les régions où il a vécu, quelques éléments historiques : la tombe de sa mère, le baobab sur lequel il est monté avec son cheval, ses bracelets géants qui indiquent sa morphologie hors du commun, d'autres objets de Bilgo.
Naaba Bilgo est un symbole de bravoure, de combativité. C'est un exemple de la fuite de l’oisiveté et de la relève de défis.